# Rhabdus dalli
Rhabdus dalli är en blötdjursart som först beskrevs av Henry Augustus Pilsbry och Sharp 1898.  Rhabdus dalli ingår i släktet Rhabdus och familjen Rhabdidae. Inga underarter finns listade i Catalogue of Life.